# Pärnu
Pärnu (en alemany Parleu, en rus Пярну) és la cinquena ciutat més gran d'Estònia. El 2020 tenia uns 51.506 habitants i una superfície de 1.383,2 km². La ciutat es troba davant la costa de la badia de Pärnu, una entrada del golf de Riga, que forma part del mar Bàltic. A la ciutat, el riu Pärnu desemboca al golf de Riga.
Pärnu és una ciutat turística d'estiu popular entre els estonians, amb molts hotels, restaurants i grans platges. La ciutat està servida per l'aeroport de Pärnu.

## Geografia

### Districtes de Pärnu
Hi ha set districtes a Pärnu: Ülejõe, Rääma, Vana-Pärnu, Kesklinn, Rannarajoon, Eeslinn i Raeküla.

### Clima
Pärnu es troba dins de la zona de clima continental temperat humit.

### Masses d'aigua
Riu Pärnu, riu Sauga, riu Reiu, fossat de Pärnu, badia de Pärnu.
Pärnu Moat abans formava part de la fortalesa de Pärnu. Avui dia, s'utilitza principalment com a seu per a diferents esdeveniments.

## Economia
Avui dia, Pärnu és una regió econòmicament equilibrada amb una àmplia gamma d'indústries. Les inversions estrangeres i les noves empreses amb tecnologies actualitzades han millorat la creació de llocs de treball i la competitivitat de les empreses als mercats mundials. Diverses empreses de la regió de Pärnu destaquen com les millors d'Estònia.
Fluxos significatius d'exportacions de la regió de Pärnu i del sud d'Estònia passen pel port de Pärnu, que es troba a la desembocadura del riu Pärnu. En els darrers anys, el port s'ha convertit en un important port regional per al sud-oest i el sud d'Estònia. La fama de Pärnu com a centre de rehabilitació i vacances es remunta a mitjans del segle XIX. La fundació de les primeres instal·lacions de bany el 1838 es considera la data de naixement del complex turístic de Pärnu. Avui dia, Pärnu té totes les qualitats desitjables d'un complex turístic modern: té balnearis i centres de rehabilitació, hotels, sales de conferències i concerts, camps de golf i pistes de tennis, restaurants i pubs. La seva llarga tradició com a complex turístic ha fet que Pärnu sigui molt coneguda a Finlàndia i als països escandinaus.

## Turisme
La majoria dels turistes a Pärnu són finlandesos, suecs i russos. Els turistes alemanys, letons i noruecs també s'han tornat més habituals.

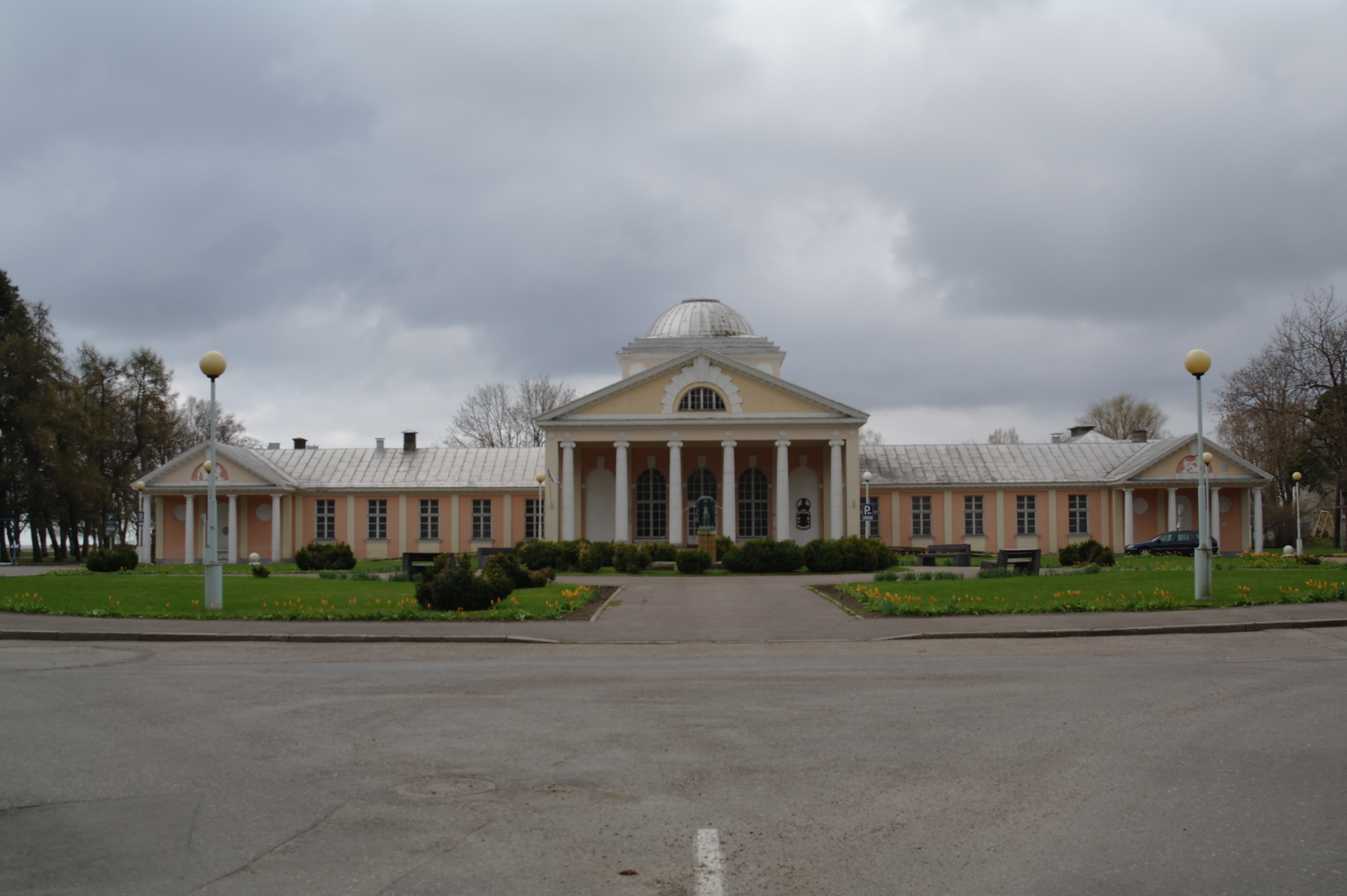
Banys de fang de Pärnu

El 1837, una taverna prop de la platja es va convertir en un establiment de banys. L'establiment tenia entre 5 i 6 banys que proporcionaven banys d'aigua de mar calenta a l'estiu i funcionaven com a sauna a l'hivern. L'edifici de fusta va ser incendiat durant la Primera Guerra Mundial. El 1927, es va erigir l'actual edifici de pedra dels Banys de Fang de Pärnu al mateix lloc.
Des de 1996 Pärnu és coneguda com la capital d'estiu d'Estònia.

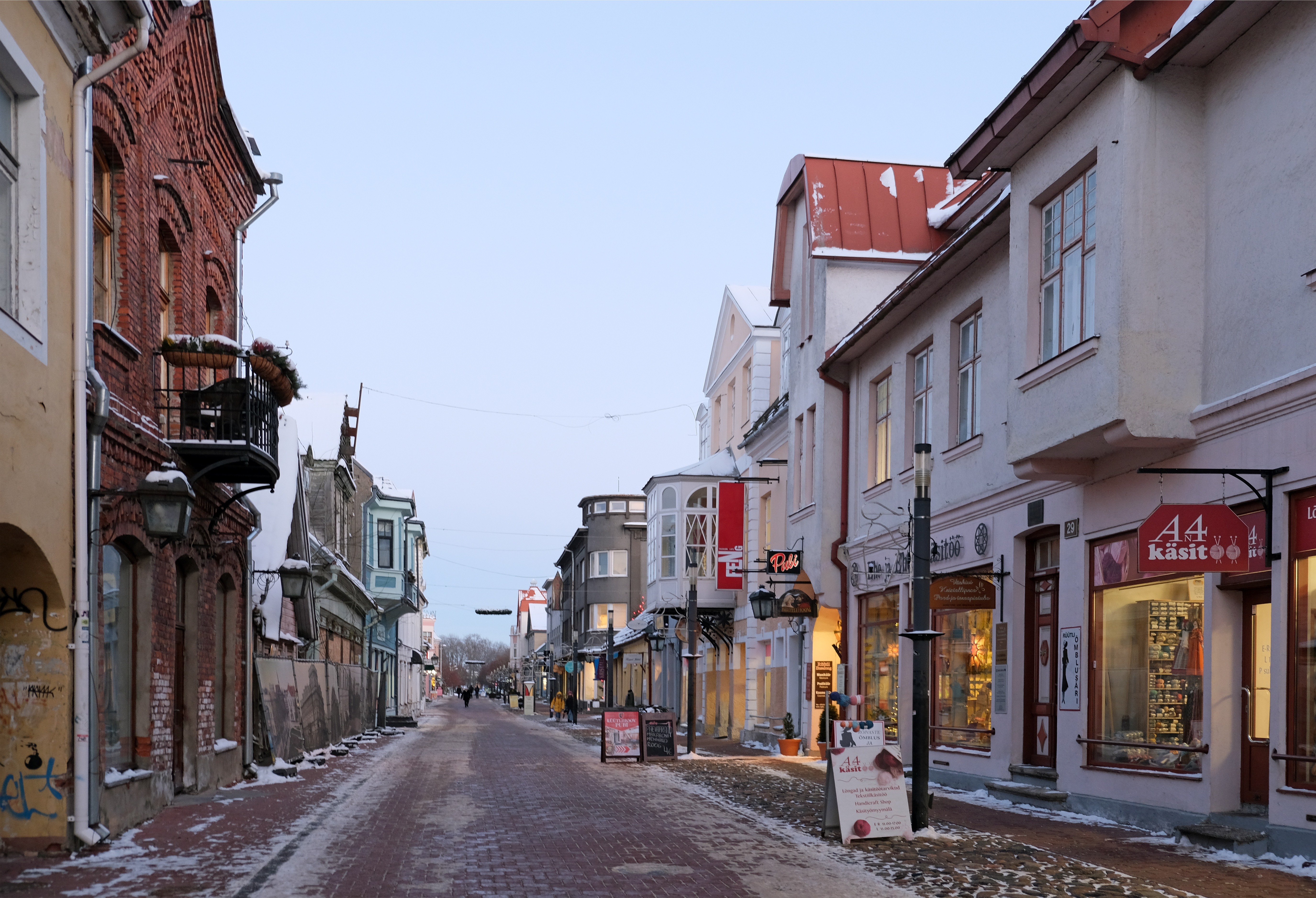
Carrer Rüütli a Pärnu.

A partir del 2015, la ciutat de Pärnu acull el Weekend Festival anual, el festival de música dance més gran de la regió nòrdica i bàltica. Els escenaris estan encapçalats per DJ de tot l'espectre de la música electrònica de ball, amb suport audiovisual. Alguns dels artistes del passat i dels futurs que hi actuaran inclouen Martin Garrix, David Guetta, Avicii, Steve Aoki, The Chainsmokers, Tiësto, Armin van Buuren, Hardwell, Robin Schulz, Afrojack, deadmau5, Knife Party, Desiigner i molts més. Pärnu també és coneguda pel seu dic marítim. Segons la llegenda, si una parella s'agafa de la mà mentre passeja pel dic i es besa al seu extrem, romandran junts per sempre.
Pärnu o Pärnu vell (llatí: Perona, alemany: Pernau, Alt-Pernau , estonià: Vana-Pärnu), va ser fundada pel bisbe d'Ösel-Wiek el 1251, però 12 anys després va ser destruïda pels lituans i es van assentar a l'esquerra del riu Pärum. Va ser destruïda el 1600.
Una altra ciutat, Embeke (més tard alemany: Neu-Pernau , estonià: Uus-Pärnu) va ser fundada per l'Orde Livonià, que va començar a construir un Ordensburg a prop el 1265. Aquesta última ciutat, aleshores coneguda amb el nom alemany de Pernau, va ser membre de la Lliga Hanseàtica i un important port lliure de gel per a Livònia. La Mancomunitat Polonesa-Lituana va prendre el control de la ciutat entre 1560 i 1617; els polonesos i els lituans van lluitar contra els suecs a prop el 1609. Suècia va prendre el control de la ciutat durant la Guerra Livoniana del segle XVI com a part de la Livònia sueca, tot i que no va ser cedida formalment per Polònia i Lituània fins al Tractat d'Oliva de 1660. Suècia va perdre Livònia a l'Imperi Rus a la Capitulació d'Estònia i Livònia de 1710 i al Tractat de Nystad de 1721, després de la Gran Guerra del Nord. Va pertànyer a la governació imperial russa de Livònia i va canviar el nom a Pernov fins al 1917, quan va ser transferida a la governació autònoma d'Estònia, que va durar poc. Era el principal port rus en el Mar bàltic. La ciutat s'anomena ocasionalment Pyarnu, una transliteració inversa incorrecta del rus Пярну .

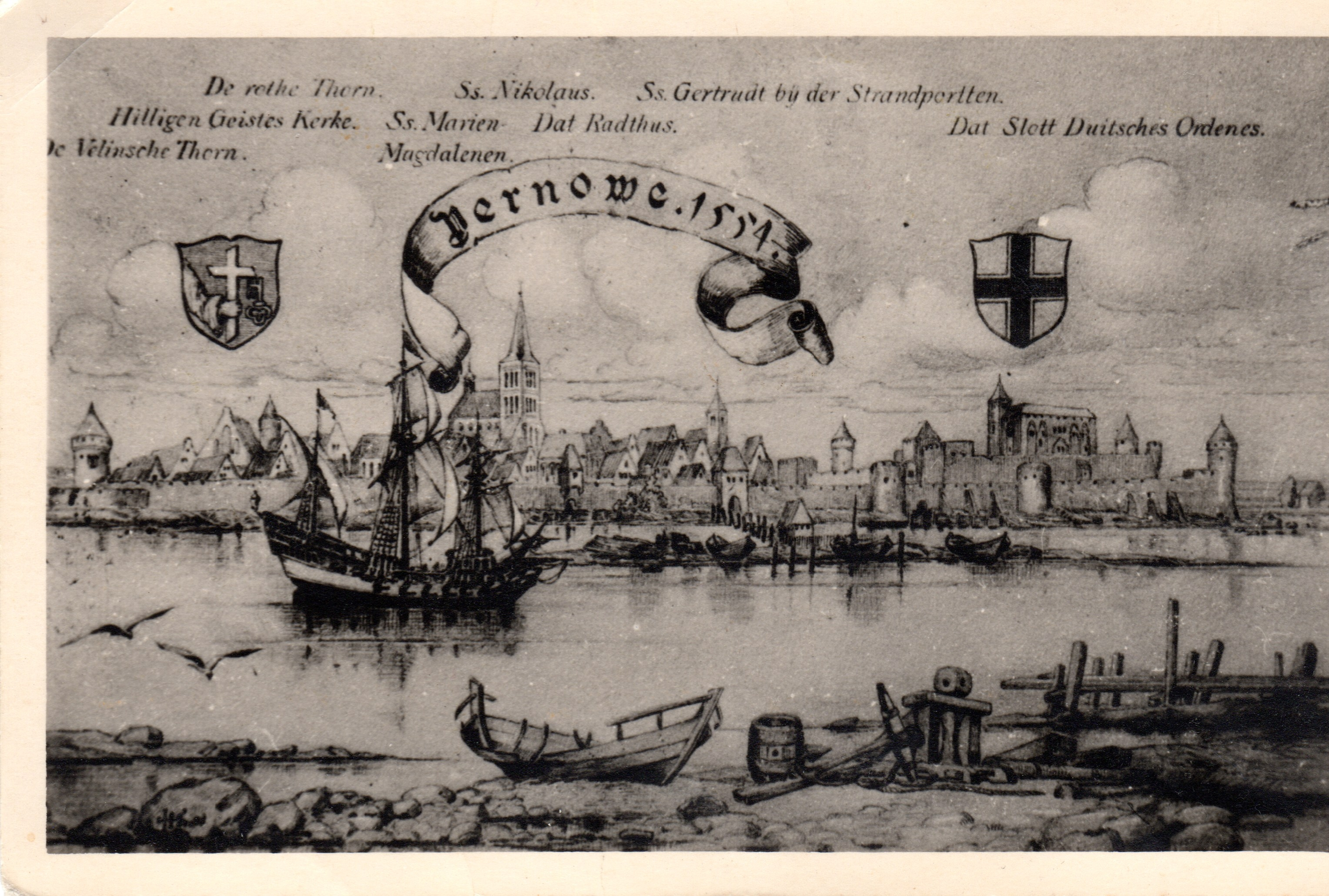
Pärnu el 1554

En el 1837 va aparèixer les primeres cabanes de bany.
La ciutat va passar a formar part de l'Estònia independent el 1918 després de la Primera Guerra Mundial i la Guerra d'Independència d'Estònia.
La ciutat va ser ocupada per l'Exèrcit Roig soviètic juntament amb la resta d'Estònia el 1940 durant la Segona Guerra Mundial, i la seva població alemanya va fugir de la ciutat. Va ser ocupada breument per Alemanya des de 1941 fins a 1944 abans de ser reocupada per la Unió Soviètica durant les seves contraofensives. Pärnu va continuar formant part de la República Socialista Soviètica d'Estònia des del 1944 fins al 1991, quan Estònia va restaurar la seva independència.
Després de la independència d'Estònia la ciutat es va convertir en una destinació turística d'Europa.

## Galeria

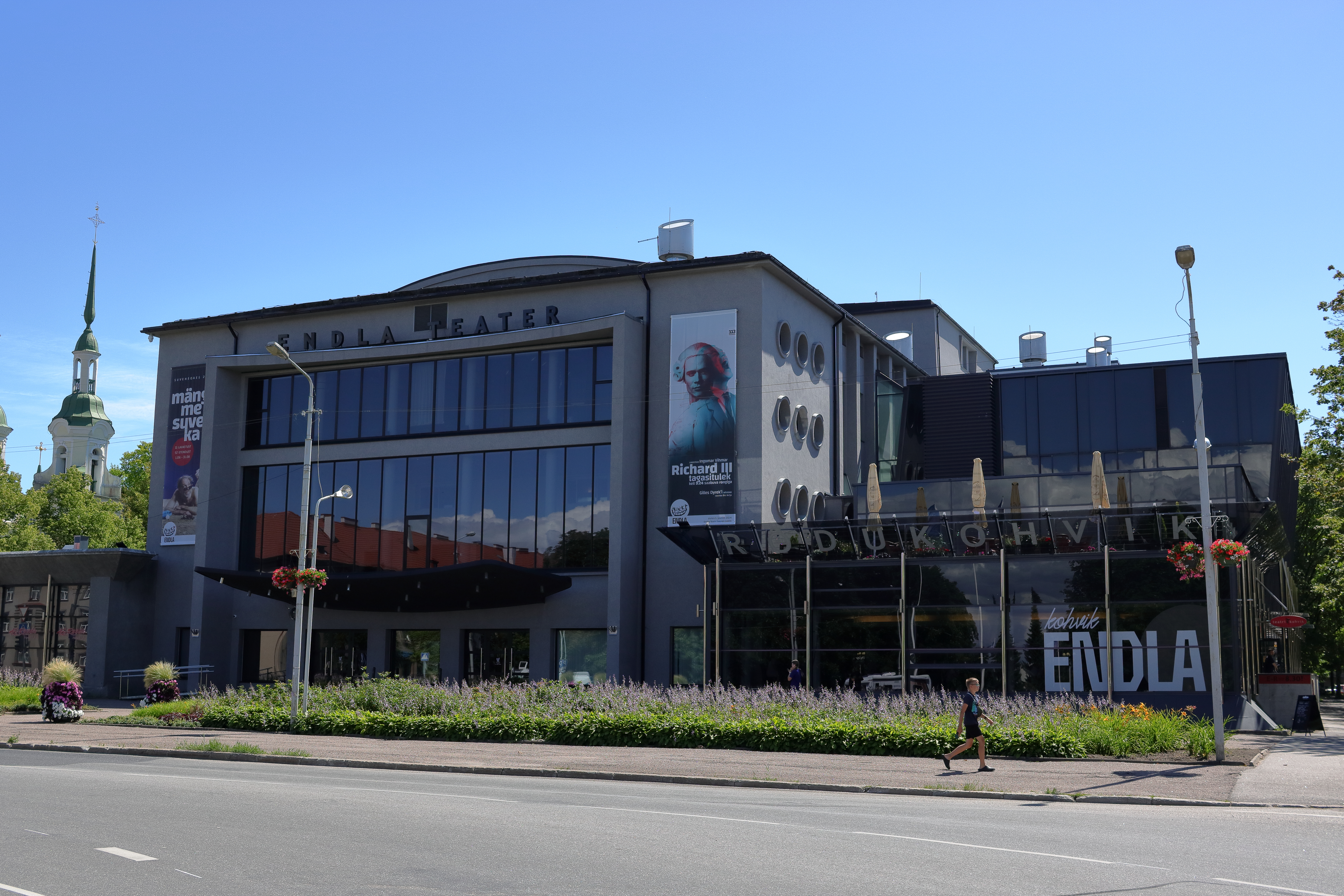
Teatre Endla
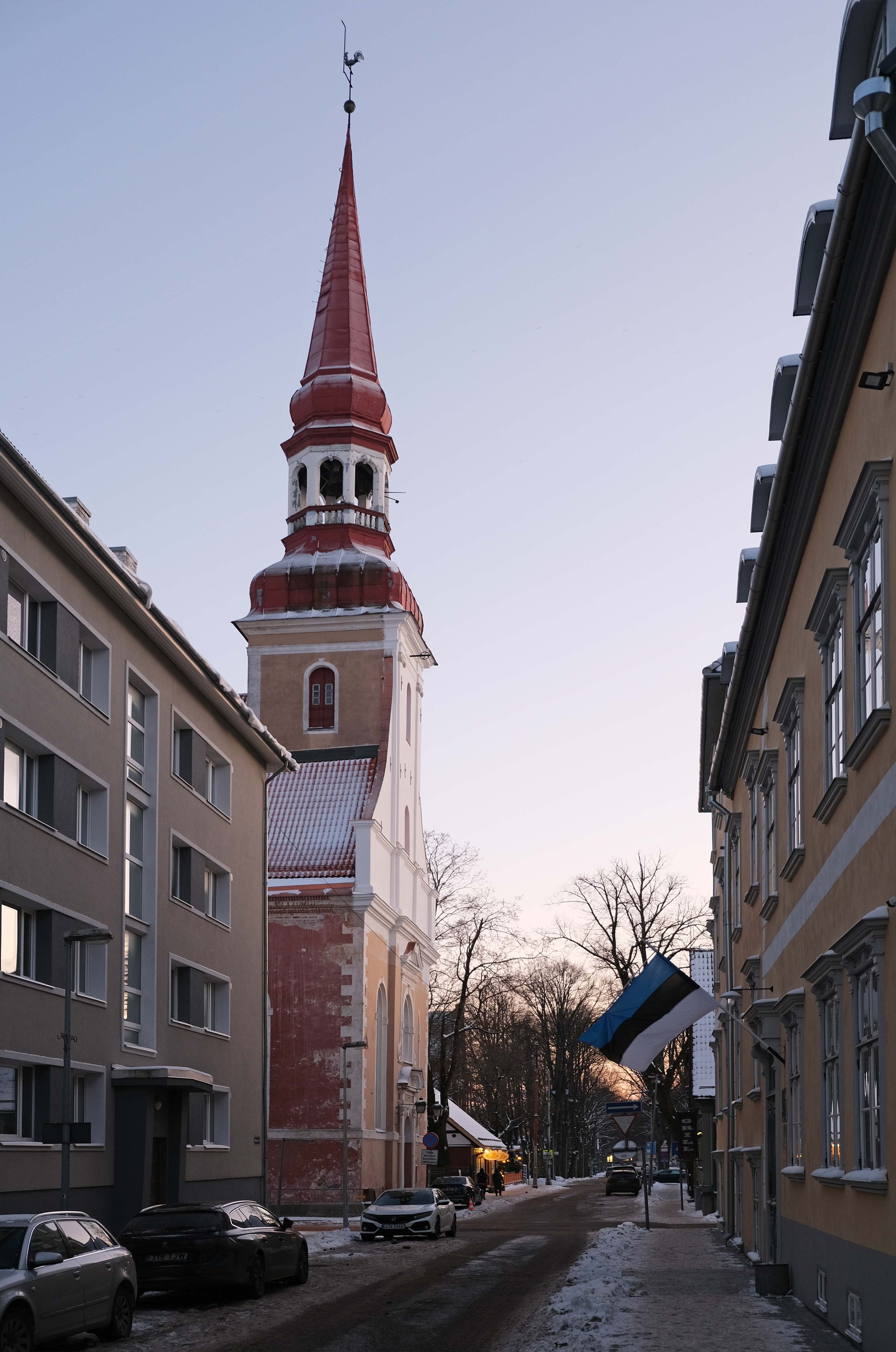
Carrer Nikolai amb l'església de Santa Elisabet
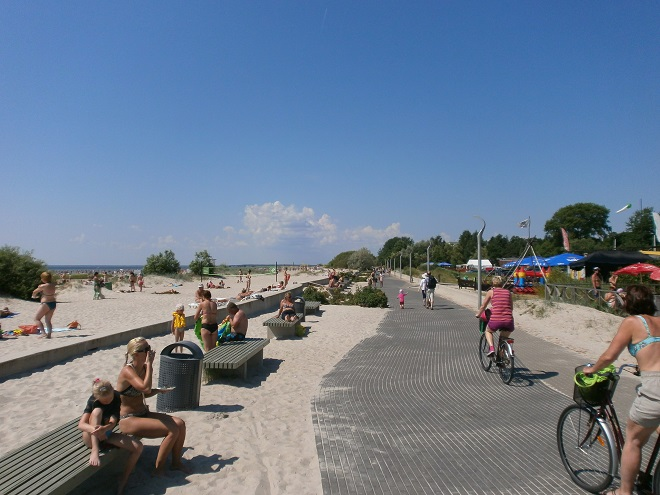
Passeig marítim de Pärnu
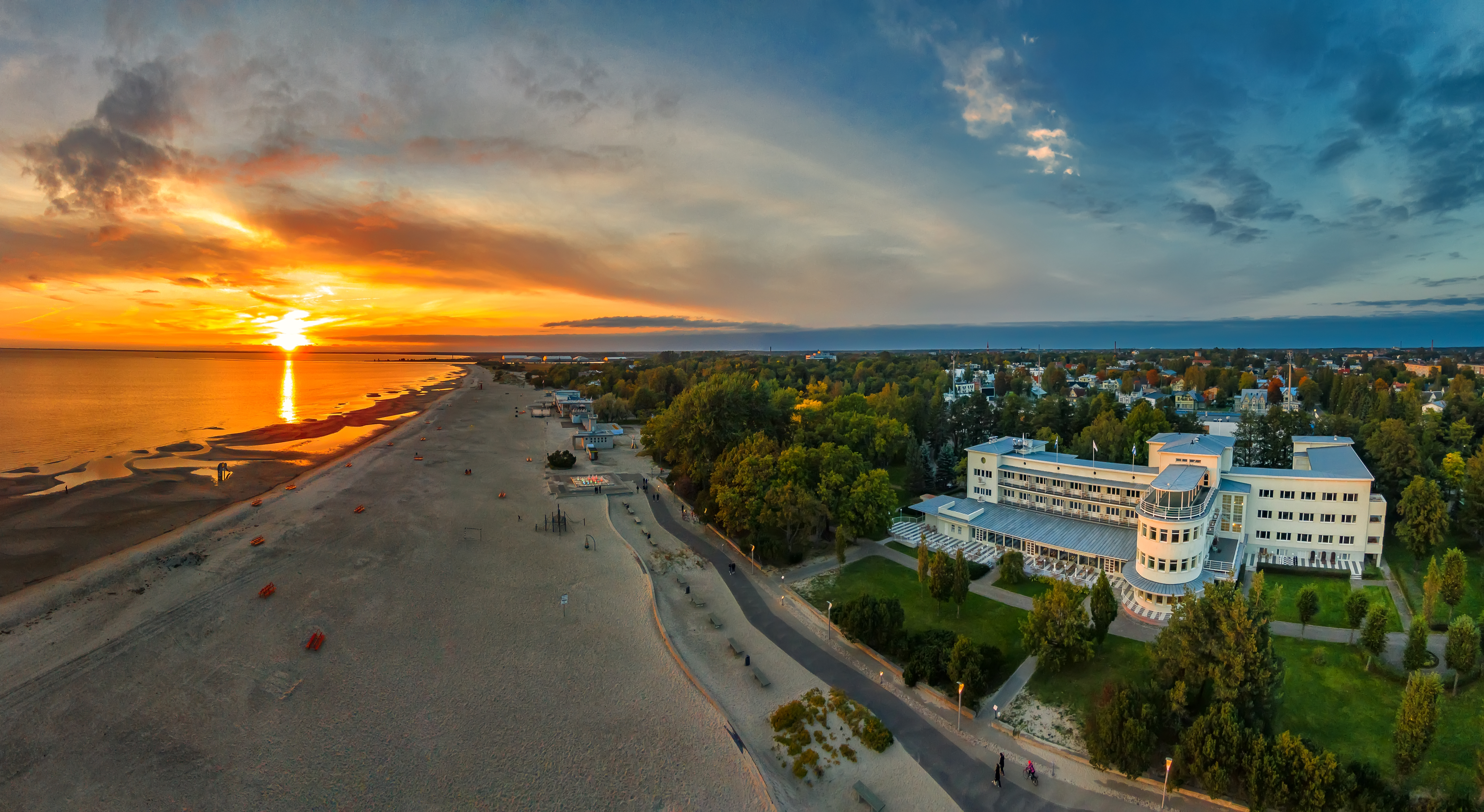
Posta de sol a la platja de Pärnu

1. ↑  «Wayback Machine». Arxivat de l'original el 2024-07-26. [Consulta: 29 abril 2025].
2. ↑  «LINNAOSADE JA -JAGUDE LÜHENDID» (en estonià). www.eki.ee. [Consulta: 18 març 2020].
3. ↑  «Pärnu moat, Estonia» (en anglès). Visitestonia.com. [Consulta: 23 desembre 2020].
4. ↑  «suvepealinn». Arxivat de l'original el 2017-09-20. [Consulta: 30 abril 2025].
5. ↑  «Short history – VisitPärnu.com». Arxivat de l'original el 2016-03-03. [Consulta: 15 juny 2012].
6. ↑  «Pärnu Seawall».
7. ↑  «Pärnu - guía por la ciudad | Planet of Hotels» (en castellà). [Consulta: 29 abril 2025].